# Araneus castilho
Araneus castilho là một loài nhện trong họ Araneidae.
Loài này thuộc chi Araneus. Araneus castilho được Herbert Walter Levi miêu tả năm 1991.